# Американская экономическая ассоциация
Американская экономическая ассоциация (АЕА, англ. American Economic Association) — организация учёных-экономистов, возникшая в 1885 году по инициативе американского экономиста Ричарда Эли.
Издаёт ряд журналов, в том числе The American Economic Review, Journal of Economic Literature, Journal of Economic Perspectives и др.; присуждает медаль Джона Бейтса Кларка. Ассоциация поддерживает Интернет-порталы Resources for Economists on the Internet и EconLit. В рамках ассоциации действует Комитет статуса женщин в экономической профессии.
В 1947—1977 годах АЕА присуждала медаль Фрэнсиса Уокера.
Ассоциация имеет около 23 000 членов.

## Цели
Целями Ассоциации являются:
1. Поощрение экономических исследований, в особенности в области исторического и статистического анализа текущего состояния промышленной деятельности.
2. Организация изданий на экономические темы.
3. Поощрение как можно большей свободы в экономических дискуссиях. Ассоциация как таковая не будет занимать партийной позиции и не будет обязывать своих членов занимать какую-либо позицию по практическим экономическим вопросам.

## История
Американская экономическая ассоциация была организована в 1885 году на встрече в Саратоге, округ Саратога, штат Нью-Йорк, небольшой группой, заинтересованной в экономике.
Первый устав Американской экономической ассоциации утверждал, что государство исполняет благотворные с точки зрения общества функции: «Мы рассматриваем государство как институт, положительная помощь которого является одним из необходимых условий прогресса человечества». «Laissez faire небезопасен в политике и не обоснован в морали» и «мы верим в существование системы социальной этики». Устав отвергал экономическую теорию «прошлого поколения» и потребовал новой научной экономики, основанной не на спекулятивных исследованиях, а на «помощи статистики в настоящем и истории в прошлом». В нём прямо признавался «конфликт труда и капитала», а также то, что для его разрешения необходимы «объединенные усилия церкви, государства и науки», но что в вопросе ограничения торговли и протекционизма «мы не занимаем партийной позиции».

## Почётные члены АЕА
С 1965 г. А. Э. А. ежегодно избирает почётных членов (Distinguished Fellows), которыми могут стать и граждане Канады (президенты А. Э. А. и кавалеры медали Уокера становятся почётными членами А. Э. А. автоматически). В числе почётных членов А. Э. А.:
- 1965: Э. Чемберлин и Г. Хотеллинг
- 1966: А. Лернер
- 1969: Л. фон Мизес
- 1971: Т. Купманс
- 1976: О. Моргенштерн
- 1979: Р. Коуз
- 1980: С. Фабрикант
- 1982: Ж. Дебре
- 1984: Альберт Хиршман
- 1987: Т. Шеллинг
- 1988: Р. Реднер
- 1993: Л. МакКензи и А. Шварц
- 1996: Р. Манделл и А. Алчиан
- 1997: Г. Таллок
- 2000: Дж. Хиршлейфер и Эдмунд Фелпс
- 2003: Т. Шринивасан
- 2006: Р. Истерлин
- 2007: Л. Шепли, О. Ашенфельтер и Оливер Уильямсон
- 2008: W. Erwin Diewert, Дэйл Мортенсен, Чарльз Плотт
- 2009: Рональд Джонс, Дуглас Норт, John H. Pencavel